# Badminton 2000
Höhepunkte des Badmintonjahres 2000 waren das olympische Badmintonturnier, der Thomas Cup und der Uber Cup.
== World Badminton Grand Prix ==
| Veranstaltung       | Herreneinzel         | Dameneinzel     | Herrendoppel                         | Damendoppel                     | Mixed                           |
| ------------------- | -------------------- | --------------- | ------------------------------------ | ------------------------------- | ------------------------------- |
| Korea Open          | Peter Gade           | Camilla Martin  | Lee Dong-soo Yoo Yong-sung           | Ra Kyung-min Chung Jae-hee      | Kim Dong-moon Ra Kyung-min      |
| Chinese Taipei Open | Peter Gade           | Mia Audina      | Candra Wijaya Tony Gunawan           | Ra Kyung-min Chung Jae-hee      | Michael Søgaard Rikke Olsen     |
| Swedish Open        | Rasmus Wengberg      | Kanako Yonekura | Kitipon Kitikul Khunakorn Sudhisodhi | Pernille Harder Jane F. Bramsen | Jonas Rasmussen Jane F. Bramsen |
| All England         | Xia Xuanze           | Gong Zhichao    | Ha Tae-kwon Kim Dong-moon            | Ge Fei Gu Jun                   | Kim Dong-moon Ra Kyung-min      |
| Swiss Open          | Xia Xuanze           | Dai Yun         | Ha Tae-kwon Kim Dong-moon            | Qin Yiyuan Gao Ling             | Kim Dong-moon Ra Kyung-min      |
| Polish Open         | Vladislav Druzchenko | Takako Ida      | Chang Kim Wai Hong Chieng Hun        | Haruko Matsuda Yoshiko Iwata    | Chen Qiqiu Chen Lin             |
| Japan Open          | Ji Xinpeng           | Gong Zhichao    | Candra Wijaya Tony Gunawan           | Ra Kyung-min Chung Jae-hee      | Liu Yong Ge Fei                 |
| Thailand Open       | Hendrawan            | Ye Zhaoying     | Zhang Jun Zhang Wei                  | Ge Fei Gu Jun                   | Zhang Jun Gao Ling              |
| Indonesia Open      | Taufik Hidayat       | Camilla Martin  | Candra Wijaya Sigit Budiarto         | Joanne Goode Donna Kellogg      | Simon Archer Joanne Goode       |
| Malaysia Open       | Taufik Hidayat       | Gong Zhichao    | Eng Hian Flandy Limpele              | Gu Jun Ge Fei                   | Kim Dong-moon Ra Kyung-min      |
| US Open             | Ardy Wiranata        | Choi Ma-ree     | Graham Hurrell James Anderson        | Gail Emms Joanne Wright         | Jonas Rasmussen Jane F. Bramsen |
| German Open         | Vladislav Druzchenko | Dong Fang       | Michael Søgaard Jim Laugesen         | Lu Ying Huang Sui               | Jonas Rasmussen Jane F. Bramsen |
| Dutch Open          | Chen Hong            | Zhou Mi         | Halim Haryanto Sigit Budiarto        | Helene Kirkegaard Rikke Olsen   | Chen Qiqiu Chen Lin             |
| Denmark Open        | Peter Gade           | Zhou Mi         | Eng Hian Flandy Limpele              | Chen Lin Jiang Xuelian          | Michael Søgaard Rikke Olsen     |
| Grand Prix Finale   | Xia Xuanze           | Zhou Mi         | Candra Wijaya Tony Gunawan           | Huang Nanyan Yang Wei           | Jens Eriksen Mette Schjoldager  |

## Terminkalender
| Veranstaltung                                    | Ort                             | Beginn             | Ende               |
| ------------------------------------------------ | ------------------------------- | ------------------ | ------------------ |
| Westdeutsche Badmintonmeisterschaft 2000         | Bottrop                         | 8. Januar 2000     | 9. Januar 2000     |
| Deutsche Badmintonmeisterschaft 2000             | Bielefeld                       | 3. Februar 2000    | 6. Februar 2000    |
| Englische Badmintonmeisterschaft 2000            | Burgess Hill                    | 4. Februar 2000    | 6. Februar 2000    |
| Polnische Badmintonmeisterschaft 2000            | Częstochowa                     | 4. Februar 2000    | 6. Februar 2000    |
| Schweizer Badmintonmeisterschaft 2000            | Luzern                          | 5. Februar 2000    | 6. Februar 2000    |
| Estnische Badmintonmeisterschaft 2000            | Tallinn                         | 5. Februar 2000    | 6. Februar 2000    |
| All England 2000                                 | Birmingham                      | 7. März 2000       | 12. März 2000      |
| German Juniors 2000                              | Bottrop                         | 9. März 2000       | 12. März 2000      |
| Swiss Open 2000                                  | Münchenstein                    | 13. März 2000      | 19. März 2000      |
| French Open 2000                                 | Paris                           | 15. März 2000      | 19. März 2000      |
| Dutch International 2000                         | Wateringen                      | 30. März 2000      | 2. April 2000      |
| Japan Open 2000                                  | Tokio                           | 4. April 2000      | 9. April 2000      |
| Badminton-Europameisterschaft 2000               | Glasgow                         | 25. April 2000     | 29. April 2000     |
| Badminton-Mannschaftseuropameisterschaft 2000    | Glasgow                         | 25. April 2000     | 30. April 2000     |
| Strasbourg International 2000                    | Straßburg                       | 6. Mai 2000        | 7. Mai 2000        |
| Thomas Cup 2000                                  | Kuala Lumpur                    | 11. Mai 2000       | 21. Mai 2000       |
| Uber Cup 2000                                    | Kuala Lumpur                    | 15. Mai 2000       | 21. Mai 2000       |
| Thailand Open 2000                               | Bangkok                         | 11. Juli 2000      | 16. Juli 2000      |
| Indonesia Open 2000                              | Jakarta                         | 19. Juli 2000      | 23. Juli 2000      |
| Junioren-Badmintonasienmeisterschaft 2000        | Kyōto                           | 21. Juli 2000      | 27. Juli 2000      |
| Malaysia Open 2000                               | Shah Alam                       | 16. August 2000    | 20. August 2000    |
| Badminton-Europapokal 2000                       | Eindhoven                       | 1. September 2000  | 3. September 2000  |
| Badminton bei den Olympischen Sommerspielen 2000 | The Dome and Exhibition Complex | 16. September 2000 | 23. September 2000 |
| Czech International 2000                         | Nymburk                         | 28. September 2000 | 1. Oktober 2000    |
| German Open 2000                                 | Duisburg                        | 11. Oktober 2000   | 15. Oktober 2000   |
| Slovak International 2000                        | Prešov                          | 12. Oktober 2000   | 15. Oktober 2000   |
| Denmark Open 2000                                | Farum                           | 25. Oktober 2000   | 29. Oktober 2000   |
| Jamaikanische Badmintonmeisterschaft 2000        | Kingston                        | 28. Oktober 2000   | 30. Oktober 2000   |
| Badminton-Asienmeisterschaft 2000                | Jakarta                         | 1. November 2000   | 5. November 2000   |
| Hungarian International 2000                     | Budapest                        | 2. November 2000   | 5. November 2000   |
| Badminton-Juniorenweltmeisterschaft 2000         | Guangzhou                       | 3. November 2000   | 12. November 2000  |
| Brazil International 2000                        | São Paulo                       | 16. November 2000  | 19. November 2000  |
| Südkoreanische Badmintonmeisterschaft 2000       | Incheon                         | 5. Dezember 2000   | 8. Dezember 2000   |